# Njamatjávri
Njamatjávri eller Njamahjavri är en sjö i kommunen Enontekis i landskapet Lappland i Finland. Sjön ligger 554,5 meter över havet. Arean är 71 hektar och strandlinjen är 6,24 kilometer lång. Sjön  ingår i Torne älvs huvudavrinningsområde.   Den ligger omkring 320 kilometer nordväst om Rovaniemi och omkring 980 kilometer norr om Helsingfors. 
Öster om Njamatjávri ligger Siikavaara. 